# 王昭 (天順進士)
王昭（1425年—？），字克明，順天府薊州遵化縣人，明朝進士。

## 生平
順天府鄉試第二十六名。天順八年（1464年）甲申科會試第二百十二名，殿試登進士第三甲第七十五名。。